# Мирза Алескер Новрес
Мирза Алескер Новрас, Мирза ААлескер-бек Кербалаи Абдин бек оглы Ахмедханбеков (азерб. Mirzə Ələsgər Növrəs; 1836—1912) — азербайджанский поэт. Писал под псевдонимом Новрас.

## Жизнь
Мирза Алескер Новраc (Мирза Алескер-бек Кербалаи Абдин-бек оглы Ахмедханбеков) родился в 1836 году в городе Шуша. Родом он из махала Джеваншир-Дизаг. Получил квалифицированное образование в медресе.
Мирза Алескер Новрас был одним из талантливых последователей поэтической школы великого М.Физули. В детстве он был очень сообразительным и остроумным мальчиком, знал наизусть Коран, его обширные знания и совершенное владение языками повышали авторитет юноши в обществе и расширяли возможности продвижения по службе настолько, что еще совсем молодым его нарекли уважительным и почетным словом «Мирза».
М.А.Новрас, в совершенстве владевшим арабским, персидским языками, окончив военную школу на русском языке в Ханкенди, получил звание юнкера в русском полку этого города. Впоследствии работал в городском управлении переводчиком и юристом. В музыкально-литературных меджлисах Хуршидбану Натаван и Мир Мохсун Навваба, где он был весьма уважаемым членом, Новрас встречался с известными на Востоке ханенде и музыкантами - Садыхджаном, Гаджи Гуси, Мешади Иси и другими, многому учился у них. Прекрасно и проникновенно играл на таре и сазе, это было своеобразным его хобби, он также великолепно играл в шахматы.
Работал делопроизводителем  в Шушинском управлении казии.
Отец - Ахмед бей - женил Новраса на дочери известного в Шуше богослова Абдурагима Ага Муджтахидзаде - Захрабейим, в этом браке родилось два сына и две дочери. Одна из дочерей Новраса - Фатимабейим была похищена сыном Натаван - Мир Гасаном, после чего, ввиду большого уважения поэтессы к М.А.Новрасу, она устраивает пышное свадебное торжество.

## Творчество
М.А.Новрас первым в Азербайджане перевел басни И.А.Крылова на азербайджанский язык. Ему принадлежат большие заслуги в усовершенствовании вековых народных обычаев и традиций, в придании им серьезного воспитательного, культурного и социологического значения, и в этом ключе он написал множество новхе и гасид.
Надо сказать, творческое наследие Новраса еще при его жизни привлекало внимание литературной общественности, и даже Султан Меджид Ганизаде еще в 1899 году опубликовал книгу его стихов «Pəndi- ətfal» («Наставления детям»). Впервые о его творчестве заговорил видный литературовед Фиридун бек Кочарли, отмечавший, что газели Новраса не отличаются от газелей Физули. Сейид Азим Ширвани в поэтическом письме Новрасу выразил уважение и почтение поэтов шамахинской литературной школы, - членов Общества «Сафа» к его творчеству.
Мир Мовсум Навваб также высоко ценил творчество Новраса, поэтому включил в изданную в 1913 году в Баку книгу «Тазкире» несколько его стихотворений.
Основная тема поэтического творчества М.А.Новраса - любовная лирика, но он привлекал внимание и как поэт-просветитель, подобно многим своим коллегам конца XIX века считавший, что путь к свободе лежит через образование и просветительство. Вместе с тем поэт гневно разоблачал тех, кто обманывал народ и вводил его в заблуждение, кто кричал о свободе, а в трудный момент прятался в тени:
Политические события, происходившие в ту пору, не могли не отразиться на творчестве Новраса, к ним он относился со своей позиции просветителя. К примеру, февральскую буржуазную революцию, которую поэт недостаточно глубоко понимал, он приветствовал как символ свободы, тогда как в этих событиях царь вынужденно пошел на некоторые уступки, которые он воспринял как прорыв. М.А.Новрас не остался равнодушным и к событиям в соседнем Иране - он упрекал Мамедали шаха и был уверен в том, что рано или поздно народ потопит его в революционном море своего гнева.
Будучи человеком разносторонних интересов и талантов, М.А.Новрас пробовал свое перо и в сфере художественного перевода - в этом контексте весьма примечательны переводы басен И.А.Крылова, которые поэт очень умело использовал в своей книге «Pəndi-ətfal». Он и сам написал множество басен.
Ряд стихов поэта дошли до наших дней благодаря сохранившимся рукописям и книгам, изданным в разное время.
Впервые многие его стихи увидели свет в сборнике, изданном в Баку в 1985 год его правнуком кандидатом экономических наук, доцентом Новрасом Новрасли и доктором филологических наук Шамилем  Джамшидовым, отлично знавший восточные языки.
Прадедушка Шаина,Тарлана,Арслана и Нурлана Новрасли

## Последние годы
Судьба не благоволила к Мирзе Аласгару, и начиная с 1890 года в его жизни стали происходить события, оставившие тяжелый след в его душе. Сначала распалось собрание «Меджлиси-унс», затем его уволили с работы, и, словно этого было мало, в 1909 году М.А.Новрас оказался в долговой яме, оставил под залог собственный дом и вынужден был жить в одной из келий мечетей сначала Агдама, а затем Шуши. Скитальческая жизнь подходит к концу лишь в 1911-м, когда его сын Джамал выплачивает отцовский долг и возвращает дом семье. Однако поэт не смог насладиться долгожданным пребыванием у родного очага - в 1912 году он навсегда распрощался с жизнью и был похоронен на шушинском кладбище Мирза Гасан, рядом с могилой Г.Б.Закира.